# Camano Island
Camano Island (енгл. Camano Island) је острво САД које припада савезној држави Вашингтон. Површина острва износи 105 km². Према попису из 2000. на острву је живело 13.358 становника.